# Кінь-гойдалка

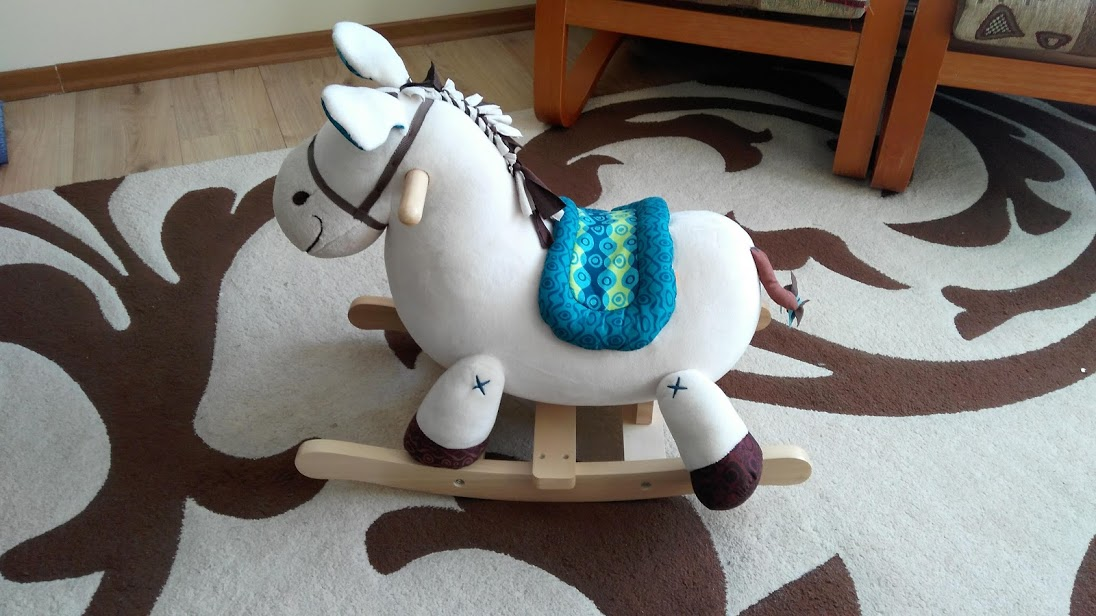
Кінь-гойдалка в дитячій кімнаті

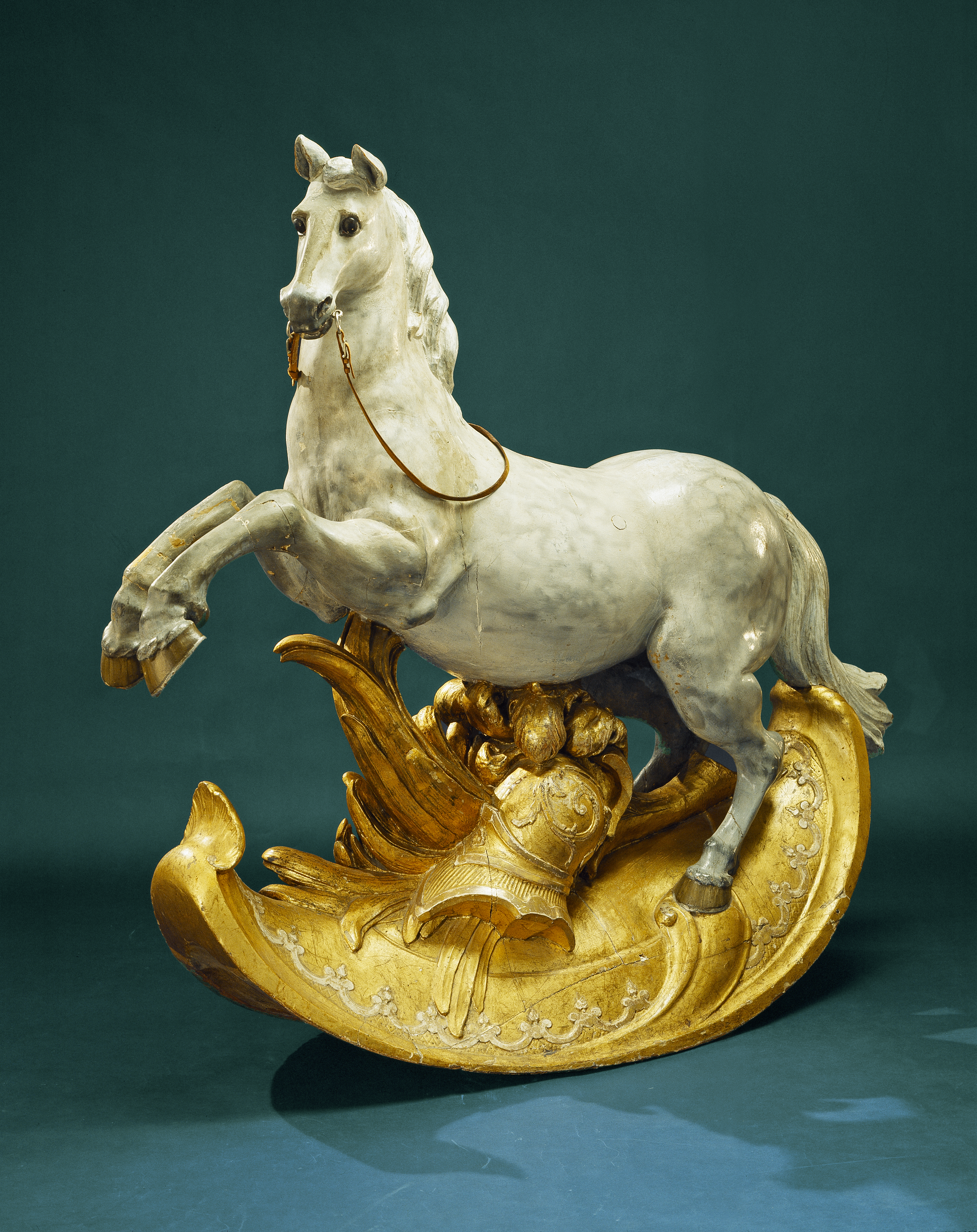
Різьблений з дерева кінь-гойдалка, ймовірно належав королю Швеції Густаву III

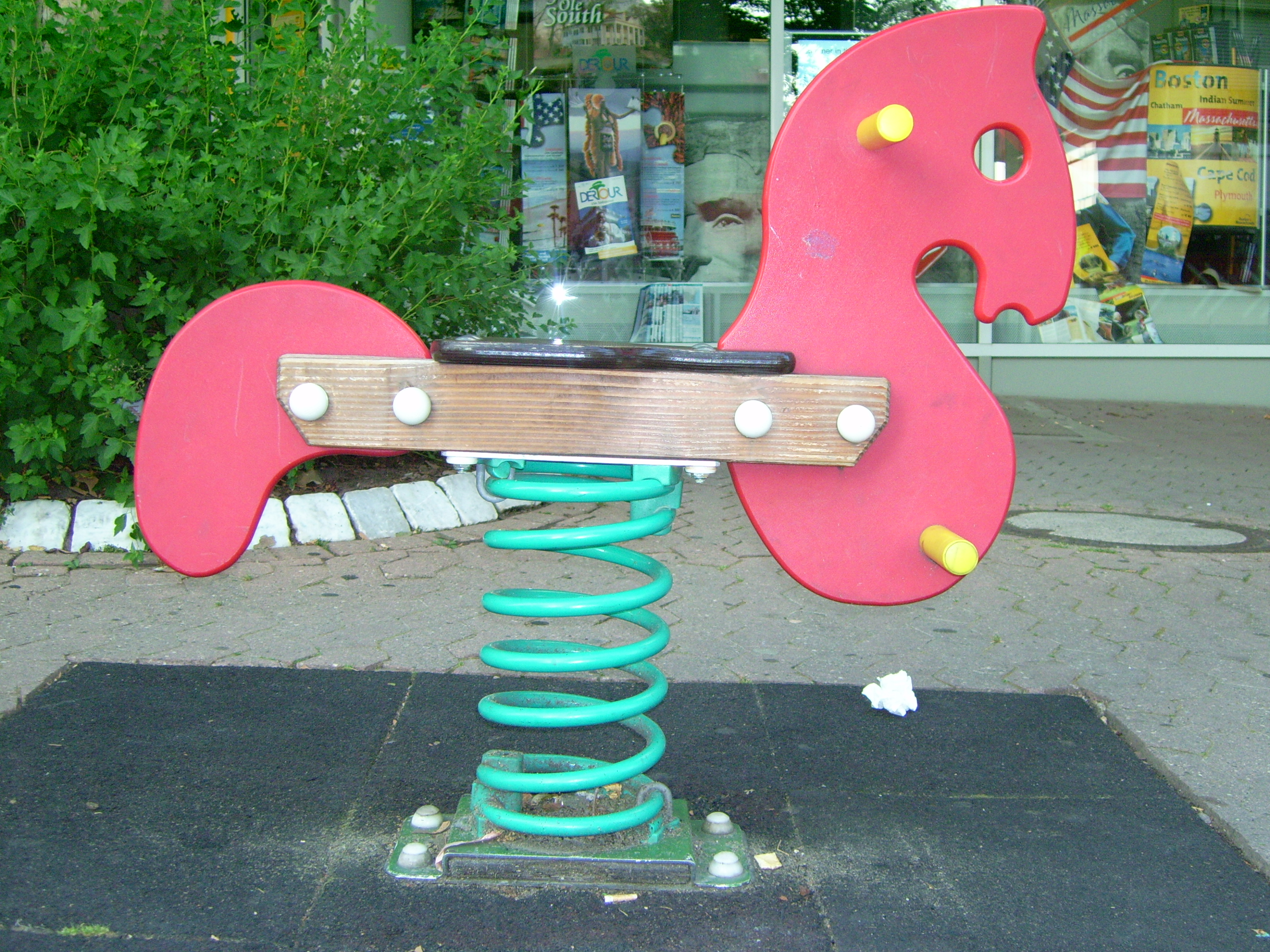
На дитячому майданчику

Кінь-гойдалка — це дитяча іграшка у формі коня на якого можна сісти і гойдатися. Зазвичай буває двох видів — кінь зафіксований на полозах подібно до крісла-гойдалки, і кінь прикріплений до нерухомої рами за допомогою ременів і рухається відносно неї. На дитячих майданчиках також використовують пружину, один кінець якої зафіксовано в фундаменті, а до іншого прикріплене сідло.

## Цікаві факти
- Кінь-гойдалка був улюбленою іграшкою Білла Гейтса.[1]